# Joyce Hilster
Joyce Hilster (født 1. juli 1983 i Naarden, Holland) er en tidligere hollandsk håndboldspiller, der i en årrække bl.a spillede i danske GOG og Hollands kvindehåndboldlandshold.

## Meritter med klubhold
Westfriesland SEW
- Guld Beker van Nederland: 2003/04

Bayer 04 Leverkusen
- Guld EHF Challenge Cup: 2004/15